# Bremia tristis
Bremia tristis är en tvåvingeart som beskrevs av Ephraim Porter Felt 1914. Bremia tristis ingår i släktet Bremia och familjen gallmyggor. Inga underarter finns listade i Catalogue of Life.